# Citroën U55 Currus Cityrama
Der Citroën U55 Currus Cityrama war ein französischer Sightseeing-Bus.

## Geschichte
Das neugegründete Pariser Stadtrundfahrtveranstalter Cityrama gab 1956 bei dem Karosseriebauunternehmen Currus Sightseeing-Busse in Auftrag, die drei Vorgaben erfüllen mussten: Sie sollten als Doppeldecker (Bus à impériale) konstruiert sein, ihre Aufbauten sollten so weit wie nur möglich aus Glas bestehen, um einen guten Rundblick für die Fahrgäste zu gewährleisten, und vor allem sollten sie im Design keinem anderen Rundfahrtbus ähneln.

## Entstehung
Ausgehend von diesen Anforderungen entwarf der technische Direktor von Currus, Albert Lemaître, einen Bus auf der Basis des Citroën-Fahrgestells vom Typ 55, der ohne Vorbild war. Der untere Bereich der Leichtmetall-Karosserie war von den Rümpfen der auf der Seine verkehrenden Mouches-Ausflugsboote inspiriert und lief in zwei Heckflossen aus, gewölbte Plexiglasaufbauten umschlossen die beiden Fahrgastdecks, ein breiter roter Zierstreifen, der sich über die gesamte Fahrzeuglänge zog, ging am Heck in eine Art Heckleitwerk über, das sich als großer Bogen über beide Busdecks spannte, und eine Art Rammsporn ragte an der Vorderseite von der Dachkante des Unterdecks spitz nach vorne. Abgesehen von der spektakulären Form wies der Bus auch technische Innovationen auf; so verfügte etwa jeder Sitzplatz über ein Paar Kopfhörer, über das man auf Knopfdruck die Erläuterungen während der Fahrt in einer von acht Sprachen verfolgen konnte.

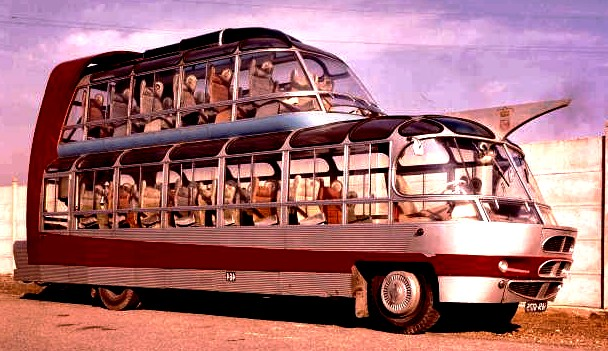
Citroën U55 Currus Cityrama

Der einzigartig gestaltete, auffällige Bus erwies sich als großer Erfolg, so dass Cityrama weitere Exemplare in Auftrag gab. Allerdings stellten sich im Betrieb auch die Schwächen der Konstruktion heraus: Bei Sonneneinstrahlung wirkte der nicht klimatisierte Glasaufbau wie ein Treibhaus und heizte sich stark auf; dass das Dach des Oberdecks fast vollständig geöffnet werden konnte, trug kaum zur Minderung des Problems bei. Zudem neigten die Motoren der Busse durch das hohe Gewicht des Aufbaus zur Überhitzung. Der einzelne Kühlergrill der Ursprungskonstruktion reichte zur Antriebskühlung nicht aus, so dass bei Umbauten weitere Kühler hinzugefügt wurden, bis die Busse schließlich drei übereinander angeordnete Frontkühlergrills und einen weiteren separaten seitlichen Ölkühler hatten. Trotz dieser Maßnahmen geriet einer der Busse auf der Rue de Rivoli in Brand und brannte aus, wobei jedoch keine Personen zu Schaden kamen.

## Probleme
Die technischen Probleme bewogen Cityrama, nach der Auslieferung des letzten Busses 1959 keine weiteren Fahrzeuge dieses Typs in Auftrag zu geben. Stattdessen wurde bei Currus ein komplett neu konstruierter Nachfolger-Doppeldecker auf Basis des Saviem-Chausson SC1 bestellt, dessen konventioneller gehaltener Aufbau trotz Übernahme einiger Gestaltungselemente weitaus weniger spektakulär und exzentrisch war.

## Verbleib
Die vorhandenen Citroën-Currus-Busse blieben noch über Jahrzehnte bei Cityrama im Einsatz, gehörten fest zum Straßenbild von Paris und erschienen mit ihrem herausragenden Äußeren häufig in Filmen, etwa in Zazie. Der letzte Currus-Bus wurde 1980 ausgemustert. Einer war anschließend beim französischen Zirkus Sabine Rancy in Betrieb, seine Spur verliert sich jedoch. Der einzige erhaltene Bus dieses Typs, ausgeliefert 1959, war über 30 Jahre lang eingelagert gewesen und befindet sich nun im Besitz der Association Normande d’Anciens Utilitaires, die seine Restaurierung in Angriff genommen hat.

## Videos
- The Tim Traveller - The Cityrama Citroen 55: The Strangest Bus Ever Built?
- The Tim Traveller - WE FOUND IT! The Last Surviving Cityrama